# Castianeira truncata
Castianeira truncata är en spindelart som beskrevs av Kraus 1955. Castianeira truncata ingår i släktet Castianeira och familjen flinkspindlar.
Artens utbredningsområde är El Salvador. Inga underarter finns listade i Catalogue of Life.